# Крива Кузнеця

Крива Кузнеця.

Крива Кузнеця (англ. Kuznets curve) — економічна гіпотеза про те, що в країнах, які стоять на ранніх щаблях економічного розвитку, нерівність доходів спершу зростає, але в міру зростання економіки має тенденцію знижуватися. Цю гіпотезу вперше висунув 29 грудня 1954 року економіст Саймон Кузнець, її оформили у вигляді перевернутої U-подібної кривої.

## Сутність
В даній гіпотезі, в якій, аналізуючи розподіл доходів серед різних груп населення, американський макроекономіст Саймон Кузнець висунув гіпотезу про те, що в країнах, які стоять на ранніх щаблях економічного розвитку, нерівність доходів спершу зростає, але у міру зростання економіки має тенденцію знижуватися. Це припущення пізніше лягло в основу так званої «кривої Кузнеця».
Кузнець розглядав зміну у розподілі доходів, що викликається економічним зростанням, як його наслідок. Він висунув припустив, що нерівність у продуктивності призводить до високого рівня доходів в індустріальному секторі та збільшення його частки в економіці, сприяючи зростанню нерівності. Природний перерозподіл робочої сили з галузей з низькою продуктивністю праці (наприклад, сільське господарство ) у галузі з більш високою продуктивністю (промисловість) призводить до поступової появи та зміцнення тенденції на зниження нерівності доходів. 
Цим самим, Кузнець, практично змоделював різницю у ефекті між економічним ростом та економічним розвитком. 
Економічний ріст — це [просто] ріст кількісних показників галузів економіки, а економічний розвиток — це ріст якісних показників, які впливають на технологічний прогрес, соціальний рівень життя і забезпечення, охорону здоров’я і медицину, доступність і розвиток освіти. 

## Оцінки
Французький економіст Тома Пікетті книзі «Капітал у XXI столітті» на основі статистичних даних виступив з критикою припущення про тенденції зниження нерівності доходів з економічним зростанням.